# Фомін Дмитро Анатолійович
Дми́тро Анато́лійович Фомі́н (Мі́тя Фомі́н) (рос. Дми́трий Анато́льевич Фоми́н; * 17 січня 1974, Новосибірськ, Російська РФСР) — російський співак, танцюрист та музичний продюсер. Лауреат премій «Золотий Грамофон» и фестивалю «Пісня Року». У 1998—2009 рр. соліст поп-гурту Hi-Fi. Внесений до Переліку осіб, які створюють загрозу нацбезпеці України.

## Життєпис
Народився 17 січня 1974 року в родині Анатолія Даниловича, доцента інституту зв'язку, та Тамари Павлівни, інженера-патентознавця.
Сестра після закінчення консерваторії працювала в ансамблі старовинної музики, потім поїхала в Італію до чоловіка-співака.
По власних словах, завжди знав, ким буде, і з дитинства грав в артиста, постійно співав під естрадні пластинки. Після закінчення школи Дмитро поступив в Новосибірський медичний інститут. Пізніше він скаже по цьому приводу в інтерв'ю: Але, тільки почавши вчитися, взяв академічну відпустку і виїхав за кордон по запрошенню своїх англійських друзів. В Англії, а потім і в США брався за будь-яку роботу, щоб заробити на життя, вчив англійську мову. У той час він познайомився з музичним театром і почав сам писати музику. Через рік повернувся в Росію вже сформованою людиною, хоча і залишився при думці, що в США найкраще всього. продовжив навчатися на медика, але розумів, що бути лікарем — не його покликання. За кілька тижнів до державних екзаменів зробив несподіваний крок — виїхав з рідного міста в Москву, щоб почати життя «з чистого листа» й здійснити давню мрію — вступити в театральний виш. Мітіна сім'я віднеслася до його вчинку з розумінням.
успішно пройшов перший етап відбірних турів відразу в декількох вишах — ВДІКу, ГІТІСу, Щепкінському театральному училищі та школі-студії МХАТ. Далі події нагадували гостросюжетний кінофільм: повернувся в Новосибірськ, здав державні екзамени, отримав диплом лікаря-педіатра, на наступний же день повернувся в Москву і поступив у ВДІК на акторський факультет, де конкурс становив 70 осіб на місце. Цей випадок здивував навіть педагога ВДІКу Олексія Баталова, який згадав про поступлення Фоміна в інтерв'ю.
Влаштувавшись в Москві, дуже скоро зустрів своїх давніх знайомих з Новосибірська — продюсера Еріка Чантурія та композитора Павла Єсеніна. Вони запропонували йому стати солістом нового музичного проекту під назвою Hi-Fi.

## Творчість

### Гурт Hi-Fi

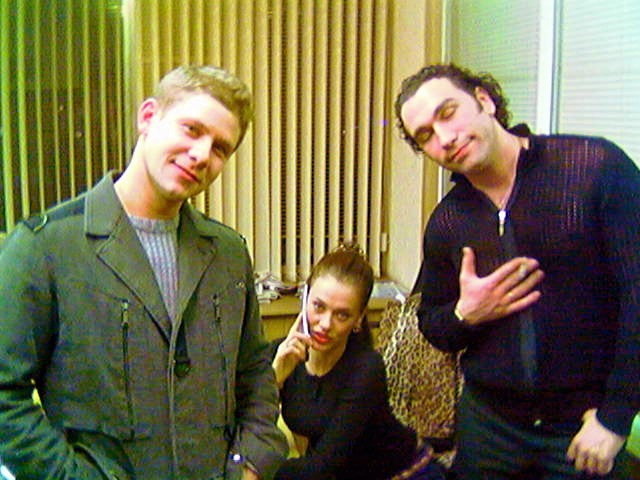
в складі гурту Hi-Fi

2 серпня 1998 року — офіційний день народження гурту Hi-Fi. Пісні «Не дано» та «Безпризорник» з дебютного альбому гурта «Первый контакт» швидко зробили гурт популярним і вивели альбом на високі позиції в російських хіт-парадах. Успішний старт творчої кар'єри та щільний графік гастролів змусили покинути ВДІК після півроку навчання. Кар'єра співака у гурті Hi-Fi затяглася на 10 років. За цей час гурт випустив чотири альбоми, записали такі відомі пісні як «Глупые люди», «А мы любили», «Седьмой лепесток», «Мы не ангелы» та й об'їздили з концертами всю країну.
Наприкінці 2008 року вирішив покинути гурт Hi-Fi, тому що далі потрібно розвиватися самостійно, тим більше що до цього було немало передумок. Ще бувши учасником гурту, почав співпрацювати з кількома авторами, записувати пісні й готувати сольну програму.
1 січня 2009 року у закінчився контракт з гуртом Hi-Fi, який він не став продовжувати.

### Сольна кар'єра
Вже протягом двох місяців після розпаду гурту, Дмитро формував творчий колектив, записував пісні і успішно гастролював, але при цьому розумів, що без хорошого, прогресивного продюсера йому буде важко залучити слухачів та потрапити в хіт-паради.
1 березня 2009 року офіційно почалося співробітництво Дмитра з продюсером Максимом Фадєєвим. З усього матеріалу, з яким Фомін прийшов до Фадєєва, Максим зупинив свій вибір на пісні «Две земли», і в кінці березня відбулася прем'єра пісні на радіостанції «Російське радіо». Невдовзі після прем'єри з'явився відеокліп, знятий молодим режисером Євгеном Куріцин під авторським наглядом Максима Фадєєва. Кліп досяг першого місця у чарті MTV «Російська десятка».
Співробітництво Фоміна та Фадєєва продовжувалося рівно півроку, а 1 вересня Дмитро припинив роботу по багатообіцяючому контракті. Розрив відбувся по взаємній згоді.
У січні 2010 року вийшов другий сольний сингл співака — «Вот и всё». За 7 місяців ротації пісня прозвучала в ефірі радіостанцій понад 350 тисяч разів й протрималася 19 тижнів в головному хіт-параді країни — «Золотий Грамофон» піднявшись до 2-ї строки чарта.
14 червня 2010 року стартує третій сингл Міті «Всё будет хорошо» (англійська версія «Ok!», також в радіоротації). Пісня потрапляє на «Російське радіо», «Європу Плюс», «Хіт FM» та й багато інших радіостанцій, піднявшись до 3-ї строки в російському радіочарті, а також отримала національну музичну премію «Золотий Грамофон» за 22 тижні у чарті. Відеокліп, знятий на Середземному морі в акваторії грецьких — дебютний для співака як режисера. В кліпі також взяв участь репер StuFF.
Літом 2010 року був випущений дебютний альбом Міті Фоміна «Так будет». Альбом отримав в основному змішані рецензії від критиків. Також описується як «розміреність, релакс, чіл-аут, ембієнт, легкий денс. Співак дотримується пропорції і діє по технології гурту Hi-Fi, не вдаючись в крайності».
У жовтні 2010 року був відзнятий відеокліп співака на пісню «Перезимуем». Режисером знову став сам Мітя. Пісні вдалося піднятися до 14 строки в російському радіочарті.
В кінці березня 2011 року починається ротація 5-го синглу співака «Огни большого города» — при участі британського поп-гурту Pet Shop Boys. Кліп знімався в Санкт-Петербурзі і на Кубі в Гавані. Режисером кліпу знову став Мітя. Кліп займає 1-е місце в «Російській десятці» телеканалу «Муз-ТВ», а пісня отримала національну музичну премію «Золотий Грамофон» за 27 тижнів у чарті.
У липні 2011 року була відзнята в Гонконзі перша частина кліпу на пісню «Не манекен» спільно з російською співачкою Крістіною Орсою. Решта зйомок пройшла у Москві. На відміну від своїх попередніх кліпів, в яких Мітя сам виступив режисером, робота над цим відео була доручена професійній знімальній групі під керівництвом Марата Одельшина. Прем'єра кліпу відбулася в середині жовтня 2011 року. По словах артиста, кліп на цю пісню став найдорожчим за усю його кар'єру.
21 жовтня 2011 року була випущена пісня «Садовник», прем'єра пісні відбулася в ефірі «Російського радіо». Кліп був снятий в столиці Абхазії.
17 листопада 2011 року в Мінську в Державному Білоруському Цирку відбулася прем'єра нового проекту артиста, музично-циркового спектаклю «Все буде добре».

## Цікаві факти
- В час своїх виступів Мітя нерідко розповідає вірш Сергія Єсеніна «Співай же, співай»[14].

- Займається продюсуваннях гурту Йена. Так само, співак на сьогодні зняв кліп для гурту на пісню «Ексбой»[15].

## Політичні погляди
Підтримав тимчасову анексію Криму та виступав там. Фігурант бази даних центру «Миротворець» як особа, яка незаконно відвідувала окупований Росією Крим, свідомо порушуючи державний кордон України.

## Дискографія

### Студійні альбоми
- 2010 — Так будет

### Сингли
- 2009 — Две земли
- 2010 — Вот и всё
- 2010 — Всё будет хорошо
- 2010 — Перезимуем
- 2011 — Огни большого города (Paninaro)
- 2011 — Не манекен
- 2011 — Садовник

## Фільмографія
| Рік  | Назва         | Деталі                                                                                           |
| ---- | ------------- | ------------------------------------------------------------------------------------------------ |
| 2011 | Степ бай степ | - Випущено: Березень 31, 2011 - Країна: Росія - Роль: Данило Кружак - Режисер: Ігор Коробейников |

## Телебачення
- 2012 — Великі перегони. Братство кілець (Перший канал) — учасник

## Досягнення
| Рік  | Нагорода              | Номінована робота             | Категорія                     | Результат |
| ---- | --------------------- | ----------------------------- | ----------------------------- | --------- |
| 1999 | Золотий Грамофон      | «Чёрный ворон»                | Пісня                         | Перемога  |
| 1999 | Стопудовый Хіт        | «Беспризорник»                | Пісня                         | Перемога  |
| 1999 | Пісня Року            | «Беспризорник»                | Лауреат фестивалю             | Перемога  |
| 2000 | Золотий Грамофон      | «За мной»                     | Пісня                         | Перемога  |
| 2000 | Стопудовый Хіт        | «За мной»                     | Пісня                         | Перемога  |
| 2000 | Бомба Року            | «За мной»                     | Пісня                         | Перемога  |
| 2000 | Пісня Року            | «Глупые люди»                 | Лауреат фестивалю             | Перемога  |
| 2001 | Бомба Року            | «Так легко»                   | Пісня                         | Перемога  |
| 2001 | Night Life Awards     | Hi-Fi                         | Клубний гурт                  | Перемога  |
| 2001 | Пісня Року            | «Всё в огонь (Песня царевны)» | Лауреат фестивалю             | Перемога  |
| 2001 | Пісня Року            | «Бомбей»                      | Лауреат фестивалю             | Перемога  |
| 2002 | Золотий Грамофон      | «СШ #7 (А мы любили)»         | Пісня                         | Перемога  |
| 2002 | Пісня Року            | «СШ #7 (А мы любили)»         | Лауреат фестивалю             | Перемога  |
| 2002 | Пісня Року            | «Почтовый поезд»              | Лауреат фестивалю             | Номінація |
| 2002 | Пісня Року            | «Я люблю»                     | Лауреат фестивалю             | Перемога  |
| 2003 | Бомба Року            | «СШ #7 (А мы любили)»         | Пісня                         | Перемога  |
| 2003 | Премія Попова         | «СШ #7 (А мы любили)»         | Радіохіт                      | Перемога  |
| 2003 | Рух                   | Hi-Fi                         |                               | Перемога  |
| 2004 | Золотий Грамофон      | «Седьмой лепесток»            | Пісня                         | Перемога  |
| 2004 | Стопудовый Хіт        | «Билет»                       | Пісня                         | Перемога  |
| 2004 | Бомба Року            | «Седьмой лепесток»            | Пісня                         | Перемога  |
| 2004 | Пісня Року            | «Седьмой лепесток»            | Лауреат фестивалю             | Перемога  |
| 2004 | Пісня Року            | «Билет»                       | Лауреат фестивалю             | Перемога  |
| 2005 | Премія Муз-ТВ         | Hi-Fi                         | Найкращий танцювальний проект | Перемога  |
| 2005 | Бомба Року            | «Билет»                       | Пісня                         | Перемога  |
| 2008 | World Fashion TV      | Hi-Fi                         | Наймодніший гурт              | Номінація |
| 2010 | Золотий Грамофон      | «Всё будет хорошо»            | Пісня                         | Перемога  |
| 2010 | Бог Ефіру             | «Вот и всё»                   | Радіохіт                      | Номінація |
| 2010 | Пісня Року            | «Всё будет хорошо»            | Лауреат фестивалю             | Перемога  |
| 2011 | Премія Муз-ТВ         | Мітя Фомін                    | Прорив року                   | Номінація |
| 2011 | Fashion People Awards | Мітя Фомін                    | Fashion прорив                | Перемога  |
| 2011 | Премія RU.TV          | «Всё будет хорошо»            | Найкращий рингтон             | Номінація |
| 2011 | Премія RU.TV          | Мітя Фомін                    | Реальний прихід               | Перемога  |
| 2011 | Золотий Грамофон      | «Огни большого города»        | Пісня                         | Перемога  |
| 2011 | OE Video Music Awards | «Огни большого города»        | Прорив року                   | Номінація |